# 波斯圖佩利
51°40′8″N 24°40′16″E / 51.66889°N 24.67111°E
波斯圖佩利（烏克蘭語：Поступель），是烏克蘭的村落，位於該國西部沃倫州，由科韋利區負責管轄，面積2.02平方公里，海拔高度157米，2001年人口745，人口密度每平方公里368.08人。